# Third Party System
Le Third Party System était une période de l’histoire des partis politiques aux États-Unis des années 1850 aux années 1890, qui a connu de profonds développements sur les questions de nationalisme américain, de modernisation et raciale. Cette période, dont la dernière partie est souvent appelée l’âge d’or, est définie par contraste avec les époques voisines du Second Party System et du Fourth Party System.
Il était dominé par le nouveau Parti républicain, qui revendiquait le succès dans le sauvetage de l’Union, l’abolition de l’esclavage et l’émancipation des affranchis, tout en adoptant de nombreux programmes de modernisation du programme whig tels que les banques nationales, les chemins de fer, les droits de douane élevés, les dépenses sociales (comme le financement des pensions des anciens combattants de la guerre civile) et l’aide aux collèges par l'octroi de terres. Alors que la plupart des élections de 1876 à 1892 étaient extrêmement serrées, les démocrates de l’opposition n’ont remporté que les élections présidentielles de 1884 et 1892, mais le parti contrôlait généralement la Chambre des représentants des États-Unis de 1875 à 1895 et le Sénat de 1879 à 1881 et de 1893 à 1895. Certains chercheurs soulignent que l’élection de 1876 a vu un réalignement et l’effondrement du soutien à la Reconstruction.
Les États du nord et de l’ouest étaient largement républicains, à l’exception de New York de l’Indiana, du New Jersey et du Connecticut. Après 1876, les démocrates prirent le contrôle du « Sud solide ».

### Source
- (en) Cet article est partiellement ou en totalité issu de l’article de Wikipédia en anglais intitulé « Third Party System » (voir la liste des auteurs).